# ゴースト・コープ
ゴースト・コープ（Ghost Corps, Inc.）とは、日本のソニーグループの子会社であるコロンビア ピクチャーズ（ソニー・ピクチャーズ エンタテインメント）傘下の製作スタジオである。

## 概要
同社は、ソニー・ピクチャーズ エンタテインメントによってゴーストバスターズ・シネマティック・ユニバースと呼ばれる映画の世界観を設定し、ゴーストバスターズのブランドを映画、テレビシリーズを製作するため2015年3月1日に設立された。

## プロジェクト
同社の最初のプロジェクトは、女性向けのキャストによる実写リブートであり、2016年7月15日公開のポール・フェイグ監督の『ゴーストバスターズ』であった。
2番目のプロジェクトである『ゴーストバスターズ/アフターライフ』という続編は、ソニー・ピクチャーズとゴースト・コープによって発表され、2020年7月10日に公開された。